# Мария Костова
Мария Костова е българска просветна деятелка от Македония.

## Биография
Мария Костова е родена в град Битоля, тогава в Османската империя, днес в Северна Македония. В 1905 година завършва Солунската българска девическа гимназия с петнадесетия ѝ випуск, след което започва да преподава из Македония.
През учебната 1912/1913 година е учителка в Енидже Вардар, след което е прогонена от гръцките власти в Свободна България.